# 451 градус по Фаренгейту (фильм, 2018)
«451 градус по Фаренгейту» (англ. Fahrenheit 451) — фантастический телефильм 2018 года об антиутопическом будущем по одноимённому роману Рэя Брэдбери. Фильм снял режиссёр Рамин Бахрани. Фильм был представлен на Каннском кинофестивале в 2018 году, затем транслировался на HBO 19 мая 2018 года. Признан лучшим телевизионным фильмом на 30-й ежегодной премии Гильдии продюсеров Америки.

## Сюжет
В будущем, после второй гражданской войны, чтение в Америке ограничивается Интернетом, называемым «9», а большинство книг запрещены (за исключением очень сжатых версий Библии, На маяк и Моби Дика). Книги сжигают «пожарные», которые являются подразделением авторитарной диктатуры. Чтение «неправильной» литературы считается психическим заболеванием или преступлением. Главный герой, пожарный Гай Монтэг, живёт в Кливленде, не сомневается, что, следуя по стопам отца, он приносит пользу и защищает общество. Исподволь его взгляды меняются. В одной из уничтоженных библиотек он ворует книгу Фёдора Достоевского «Записки из подполья», которую украдкой читает. (В фильме фигурирует ещё одна книга Достоевского — Преступление и наказание, — которую его начальник капитан Битти заставляет читать Монтэга в присутствии других пожарных.) Значительным событием является знакомство с Клариссой. Она рассказывает Монтэгу некоторые факты из реальной истории Америки и его «министерства», что заставляет Гая переосмыслить свои действия и убеждения. Гай начинает идти против системы. Монтэг решает помочь мятежнику, у которого есть план по воспроизведению информации через животных — группа заговорщиков закодировала книги в ДНК птицы, чтобы информация из книг могла ускользнуть от пожарных.
Монтэг оказался в бегах. Пожарные добираются до дома заговорщиков. Монтэг находит птицу и помещает в неё маяк, чтобы найти путь к учёным в Канаде. Капитан Битти противостоит ему и пытается остановить его, но не смог помешать птице улететь. После того, как Монтэг выпустил птицу, Битти сжигает его в ярости. Скворец присоединяется к стае других скворцов, летящих в Канаду.

## В главных ролях
- Майкл Б. Джордан — Гай Монтэг
- Майкл Шеннон — капитан Джон Битти
- София Бутелла — Кларисса Макклеллан
- Ханди Александр — Тони Моррисон
- Лилли Сингх[англ.] — Рэйвен
- Мартин Донован — комиссар Няри
- Энди Маккуин — Густаво
- Дилан Тейлор[англ.] — Дуглас
- Грейс Линн Кунг[англ.] — Мао
- Кир Дулли — историк

## Производство
Рамин Бахрани разрабатывал адаптацию романа Брэдбери ещё в июне 2016 года. В апреле 2017 года Майкл Шеннон и Майкл Б. Джордан были утверждены для участия в фильме. В июне София Бутелла подключилась к проекту. Съёмки начались в июле 2017 года. В августе к актёрскому составу присоединились Мартин Донован и несколько других исполнителей.

## Релиз
11 января 2018 года в Twitter-аккаунте HBO был опубликован трейлер к фильму. Фильм демонстрировался на канале HBO 19 мая 2018 года после премьеры на Каннском кинофестивале в 2018 году. DVD и Blu-ray были выпущены 18 сентября 2018 года.

## Критика
На сайте Rotten Tomatoes рейтинг одобрения фильма составляет 31 % на основе 83 отзывов и средний рейтинг 4,9 из 10. Критический консенсус сайта гласит: «451 По Фаренгейту не горит так ярко, как его классический исходный материал, выбивая скользкий мирской дым над потрясающим актуальным краем». На Metacritic, который присваивает нормализованный рейтинг обзорам, фильм имеет оценку 47 из 100, основанную на 19 рецензиях, что указывает на «смешанные или средние отзывы».
Для IndieWire Бен Трэверс дал фильму оценку «C+», написав, что «Майкл Б. Джордан и Майкл Шеннон создают убедительную пару в метко модернизированном обновлении, которое до сих пор кажется слишком традиционным». Тодд Маккарти из The Hollywood Reporter похвалил производственную ценность, но написал, что (ссылаясь на концовку адаптации) "так же тревожно, как и прогноз американской жизни и политики может быть в «451 градус по Фаренгейту», эта загвоздка, тем не менее, серьёзно уменьшает абсолютную необходимость сохранения текстов.
В своем обзоре для RogerEbert.com Оди Хендерсон отметил, что идеи Брэдбери вошли в фактическую сферу, проведя параллели с сатирическим направлением ослабления Network эволюцией телевидения, добавив, что «бо́льшая часть шокирующей ценности и аллегорической силы романа также ощущается ослабленной в результате».
Мэтт Фаулер из IGN написал, что фильм «имеет сильные выступления и танцевальную, мерцающую визуальную вспышку, но всего этого недостаточно, чтобы скрыть неуклюжесть сценария и напряжение перенастройки этой всегда актуальной, но все ещё очень „старой“ 1950-х годов, чтобы соответствовать нашей спецификации 2018 года». Даррен Франич из Entertainment Weekly написал, что у фильма «зло своего сердца в нужном месте, но его голова, конечно, где-то поползла».